# (34136) 2000 QF6
2000 QF6 (asteroide 34136) é um asteroide da cintura principal. Possui uma excentricidade de 0.11597320 e uma inclinação de 5.36369º.
Este asteroide foi descoberto no dia 24 de agosto de 2000 por Korado Korlević e Mario Juric em Visnjan.